# Vannes Olympique Club
Il Vannes Olympique Club, meglio nota come Vannes, è una società calcistica professionistica con sede a Vannes, in Francia. Fondata nel 1892, nel 1998 si fuse con il Véloce Vannetais. Milita attualmente nel National 2, la quarta serie.
Nel 2008-2009 ha compiuto un brillante percorso in Coppa di Lega francese, dove ha eliminato squadre di Ligue 1 quali Auxerre e Nizza e si è qualificata per la finale, dove è stata battuta dal Bordeaux.

## Rosa 2012-2013
Aggiornato 10 luglio 2012
| N. |                      | Ruolo | Calciatore          |
| -- | -------------------- | ----- | ------------------- |
| 1  | Francia (bandiera)   | P     | Guillaume Gauclin   |
| 2  | Francia (bandiera)   | D     | Loïc Abenzoar       |
| 3  | Francia (bandiera)   | D     | Geoffrey Christophe |
| 5  | Francia (bandiera)   | D     | Oumar N'Diaye       |
| 6  | Francia (bandiera)   | D     | Yann Boé-Kane       |
| 7  | Francia (bandiera)   | A     | Christophe Gaffory  |
| 8  | Francia (bandiera)   | C     | Michel Sanchez      |
| 9  | Francia (bandiera)   | C     | Nicolas Diguiny     |
| 10 | Francia (bandiera)   | C     | Ben Nabouhane       |
| 11 | Guadalupa (bandiera) | A     | Loïc Loval          |
| 12 | Francia (bandiera)   | C     | Kévin Malcuit       |
| 14 | Francia (bandiera)   | C     | Mathieu Berson      |
| 15 | Francia (bandiera)   | A     | Nicolas Haquin      |
| 16 | Francia (bandiera)   | P     | Jean-Marc Le Rouzic |

| N. |                    | Ruolo | Calciatore           |
| -- | ------------------ | ----- | -------------------- |
| 17 | Francia (bandiera) | C     | Adrien Coulomb       |
| 19 | Comore (bandiera)  | C     | Mohamed Youssouf     |
| 20 | Francia (bandiera) | D     | Erwan Quintin        |
| 21 | Francia (bandiera) | C     | Fabien Jarsalé       |
| 22 | Francia (bandiera) | D     | Damien Moulin        |
| 23 | Francia (bandiera) | C     | Stephane Kakou       |
| 25 | Francia (bandiera) | D     | Maxime Brillault     |
| 30 | Francia (bandiera) | P     | Grégory Gomis        |
| 31 | Francia (bandiera) | C     | Quentin Bonnet       |
| 32 | Haiti (bandiera)   | A     | Listner Pierre-Louis |
| 33 | Francia (bandiera) | D     | Adrien Le Ho         |
| 34 | Francia (bandiera) | C     | Antoine Le Tapissier |
| 36 | Francia (bandiera) | C     | Zakaria Rachdi       |
|    | Francia (bandiera) | D     | Kévin Barré          |

## Palmarès

### Competizioni nazionali
- Championnat National: 1

2007-2008
- Championnat de France amateur: 1

2003-2004
- Championnat National 3: 1

2017-2018 (girone K)

### Altri piazzamenti
- Coppa di Lega francese:

Finalista: 2008-2009